# Ouvriers réparant un trottoir en bitume
Pour plus de détails, voir Fiche technique et Distribution.
Ouvriers réparant un trottoir en bitume est un court métrage documentaire muet français sorti en 1898 et produit par la Société Lumière.

## Description
Au milieu d’un intense dégagement de vapeur, des ouvriers étalent du bitume sur la chaussée. De nombreux passants regardent le chantier.

## Remarque
On peut imaginer la pénibilité de ce travail avec des fumées toxiques et l'intense chaleur dégagé par le bitume à l'odeur nauséabonde
.

## Fiche technique
- Titre original : Ouvriers réparant un trottoir en bitume
- Réalisation : Inconnu
- Production : Société Lumière
- Lieu de tournage : France
- Pays d'origine : France
- Vue no  : 833
- Genre : Documentaire
- Format : Court métrage — Muet — Noir et blanc - 1,30:1
- Durée : 52 s
- Date de réalisation : 1897
- Dates de sortie :
  -  France :  6 mars 1898 à Lyon

## Sources
- Catalogue Lumière, « Ouvriers réparant un trottoir en bitume » (consulté le 12 février 2024).
- Collection Lumière, « Film Lumière 4, , partition vidéo : 27 min 16 s », 1995 (consulté le 12 février 2024)